# Edwin McArthur
Edwin McArthur (* 24. September 1907 in Denver, Colorado; † 24. Februar 1987 in New York City) war ein US-amerikanischer Dirigent, Pianist und Komponist. Bekanntheit erlangte er vor allem als langjähriger musikalischer Begleiter der norwegischen Wagner-Sopranistin Kirsten Flagstad, über die er auch eine Biografie verfasste.

## Leben und Karriere
Edwin McArthur kam in Denver zur Welt und spielte bereits als Teenager professionell Klavier. Im Hinblick auf eine Karriere in der klassischen Musikszene zog er nach New York City, wo er zunächst an der Juilliard School studierte und als Organist und privater Musiklehrer arbeitete.
Bald war McArthur einer der gefragtesten Pianisten der Stadt. Ein frühes Engagement hatte er an der Seite der für ihr mangelndes Gesangstalent berüchtigten Mäzenin Florence Foster Jenkins. Wie aus einer Kurzbiografie in der Zeitschrift Opera News hervorgeht, trat er sechs Jahre lang mit ihr auf. Weil er sie bei einem ihrer gemeinsamen Bühnenauftritte ausgelacht haben soll, wurde er entlassen. Daraufhin wurde er 1935 von der norwegischen Wagner-Sopranistin Kirsten Flagstad engagiert, um sie auf ihrer ersten Tournee durch die Vereinigten Staaten zu begleiten. Wenige Jahre nach dem Start dieser Zusammenarbeit begann er auch mit dem Dirigieren. Als möglicherweise erster in den USA geborener Dirigent leitete er 1941 eine Vorstellung an der Metropolitan Opera. Dabei dirigierte er Kirsten Flagstad und Lauritz Melchior in Tristan und Isolde. Noch im selben Jahr nahm er mit den beiden Skandinaviern und dem Victor Symphony Orchestra eine Schellackplatte mit dem II. Aufzug aus Parsifal auf. Anfang der 1950er Jahre nahm er mit Flagstad zwei Eigenkompositionen, Night und We Have Turned Again Home, auf, später in London auch Werke von Johannes Brahms, Edvard Grieg, Franz Schubert, Robert Schumann, Richard Strauss oder Hugo Wolf. Nachdem er die Norwegerin bei mehr als 1000 Auftritten als Pianist oder Dirigent begleitet hatte, veröffentlichte McArthur 1965 – drei Jahre nach ihrem Tod – die Biografie Flagstad: A Personal Memoir, in der er sowohl seine Freundschaft zu ihr als auch die Kritik an der Sängerin bei ihrer US-Rückkehr aus ihrem während des Zweiten Weltkrieges von den Nationalsozialisten besetzten Heimatland beschrieb.
Neben Kirsten Flagstad begleitete McArthur viele weitere Opernsänger wie Ezio Pinza, Elisabeth Rethberg und Gladys Swarthout auf dem Piano. 23 Jahre lang war er musikalischer Direktor der St. Louis Municipal Opera, von 1950 bis 1974 leitete er als Chefdirigent das Harrisburg Symphony Orchestra. Von 1967 bis 1972 führte er außerdem die Opernabteilung der Eastman School of Music. Daneben tourte er unter anderem mit dem Charles L. Wagner Orchestra. 1976 dirigierte er Die Walküre am renommierten Teatro San Carlo in Neapel. Bis an sein Lebensende hielt er Meisterklassen und erteilte private Klavier- und Gesangslektionen. So bereitete er etwa Hildegard Behrens auf ihre Auftritte als Brünnhilde vor.
Edwin McArthur lebte zuletzt in Hackensack, New Jersey. Er starb am 24. Februar 1987 im Alter von 79 Jahren in seinem Studio in Manhattan, in dem er kurz zuvor noch einen Schüler unterrichtet hatte. Er hinterließ seine Frau Blanche, mit der er 57 Jahre verheiratet gewesen war.

## Rezeption
Edwin McArthur wird heute vor allem mit Kirsten Flagstad und der Musik Richard Wagners in Verbindung gebracht. Während er von der Unterstützung der Sopranistin profitierte, litt seine Karriere aber auch unter der Beziehung, weil einige Institutionen ihr übelnahmen, dass sie auf dem US-Amerikaner als ihren Dirigenten beharrte. In einem Nachruf nannte Tim Page sein kompositorisches Werk, darunter insbesondere die amerikanischen Songs „ungewöhnlich poetisch“. Der Kritiker Edwin Olin Downes hatte 1941 in der New York Times über McArthurs Interpretation von Tristan und Isolde folgendermaßen geurteilt:

“He read it with much passion, conviction and feeling for the color and excitement in Wagner’s music. There is no question of his talent for conducting and for opera.”

„Er las es mit viel Leidenschaft, Überzeugung und Gefühl für die Farbe und Ergreifung in Wagners Musik. Es besteht kein Zweifel an seinem Talent für das Dirigieren und die Oper.“

Aufgrund eines falschen Radiokommentars am Ende eines 1991 erstmals auf KALW ausgestrahlten Interviews hielt sich längere Zeit das Gerücht, Edwin McArthur hätte zu Beginn seiner Karriere als Pianist das Pseudonym Cosmé McMoon benutzt. Es wurde vermutet, er habe damit seine Reputation wahren wollen, während er mit Florence Foster Jenkins auftrat. Der 2007 veröffentlichte Dokumentarfilm Florence Foster Jenkins: A World of Her Own widerlegte diese Behauptung und stellte klar, dass es sich bei McMoon um einen anderen, sieben Jahre früher verstorbenen Musiker handelt. Das KALW-Interview sei zwar authentisch, stamme aber von McMoon und nicht – wie vom Ansager behauptet – von McArthur. Außerdem wurden für beide Pianisten eigene Todesanzeigen in der New York Times veröffentlicht. Regisseur Donald Collup gab an, Edwin McArthur habe es bei einem eigenen, Jahrzehnte nach dem Tod der Sängerin geführten Interview bewusst vermieden, auf sie einzugehen.

## Diskografie (Auswahl)
- 1941: Parsifal Act II (mit Kirsten Flagstad und Lauritz Melchior)
- 1952: Lohengrin: Act III – Bridal Chamber Scene/Parsifal: Act II – Kundry-Parsifal Duet (mit Kirsten Flagstad und Lauritz Melchior)
- 1956: Kirsten Flagstad Lieder Recital, Lieder von Franz Schubert und Robert Schumann (mit Kirsten Flagstad)
- 1957: A Grieg Recital (mit Kirsten Flagstad)
- 1957: Haugtussa/Four Songs (mit Kirsten Flagstad)
- 1957: Hugo Wolf and Richard Strauss Recital (mit Kirsten Flagstad)
- 1958: Brahms Recital (mit Kirsten Flagstad)
- 1981: Sound Ideas (mit Thomas A. Rexdale)